# Atletica leggera ai III Giochi panamericani
L'atletica leggera ai III Giochi panamericani si è tenuta a Chicago, negli Stati Uniti, tra la fine di agosto e l'inizio di settembre del 1959.

## Risultati

### Uomini
| Evento                 | Oro                                                                 | Prest.  | Argento                                                          | Prest.  | Bronzo                                                                         | Prest.  |
| Corse piane            |                                                                     |         |                                                                  |         |                                                                                |         |
| 100 metri              | Ray Norton                                                          | 10.3w   | Mike Agostini                                                    | 10.4w   | Enrique Figuerola                                                              | 10.5w   |
| 200 metri              | Ray Norton                                                          | 20.6w   | Les Carney                                                       | 21.1w   | Mike Agostini                                                                  | 21.1w   |
| 400 metri              | George Kerr                                                         | 46.1    | Basil Ince                                                       | 46.4    | Malcolm Spence                                                                 | 46.6    |
| 800 metri              | Tom Murphy                                                          | 1:49.4  | George Kerr                                                      | 1:49.4  | Tony Seth                                                                      | 1:49.7  |
| 1500 metri             | Dyrol Burleson                                                      | 3:49.1  | Jim Grelle                                                       | 3:49.9  | Ed Moran                                                                       | 3:50.1  |
| 5000 metri             | Bill Dellinger                                                      | 14:28.4 | Osvaldo Suárez                                                   | 14:28.6 | Doug Kyle                                                                      | 14:33.0 |
| 10000 metri            | Osvaldo Suárez                                                      | 30:17.2 | Doug Kyle                                                        | 30:18.0 | Bob Soth                                                                       | 30:21.8 |
| Corse ad ostacoli      |                                                                     |         |                                                                  |         |                                                                                |         |
| 110 metri ostacoli     | Hayes Jones                                                         | 13.6w   | Lee Calhoun                                                      | 13.7w   | Elias Gilbert                                                                  | 14.0w   |
| 400 metri ostacoli     | Josh Culbreath                                                      | 51.2    | Dick Howard                                                      | 51.3    | Cliff Cushman                                                                  | 53.0    |
| 3000 metri siepi       | Phil Coleman                                                        | 8:56.4  | Charles "Deacon" Jones                                           | 8:56.6  | Alfredo Tinoco                                                                 | 8:58.0  |
| Staffette              |                                                                     |         |                                                                  |         |                                                                                |         |
| 4 x 100 metri          | Stati Uniti Hayes Jones Robert Poynter William Woodhouse Ray Norton | 40.4    | Venezuela Emilio Romero Lloyd Murad Clive Bonas Rafael Romero    | 41.1    | Indie Occidentali Clifton Bertrand Mike Agostini Wilton Jackson Dennis Johnson | 41.6    |
| 4 x 400 metri          | Indie Occidentali Mal Spence Mel Spence Basil Ince George Kerr      | 3:05.3  | Stati Uniti Eddie Southern Josh Culbreath Jack Yerman Dave Mills | 3:05.8  | Porto Rico Ramón Vega Jossué Cains Iván Rodríguez Frank Rivera                 | 3:12.4  |
| Concorsi               |                                                                     |         |                                                                  |         |                                                                                |         |
| Salto in alto          | Charles Dumas                                                       | 2.10    | Bob Gardner                                                      | 2.03    | Ernle Haisley                                                                  | 2.00    |
| Salta con l'asta       | Don Bragg                                                           | 4.62    | Jim Graham                                                       | 4.32    | Rolando Cruz                                                                   | 4.32    |
| Salto in lungo         | Irvin "Bo" Roberson                                                 | 7.97    | Greg Bell                                                        | 7.60    | Lester Bird                                                                    | 7.46    |
| Salto triplo           | Adhemar da Silva                                                    | 15.90   | Herman Stokes                                                    | 15.39   | Bill Sharpe                                                                    | 15.25   |
| Getto del peso         | Parry O'Brien                                                       | 19.04   | Dallas Long                                                      | 18.51   | Dave Davis                                                                     | 17.01   |
| Lancio del disco       | Al Oerter                                                           | 58.12   | Dick Cochran                                                     | 54.44   | Parry O'Brien                                                                  | 51.84   |
| Lancio del martello    | Al Hall                                                             | 59.71   | Hal Connolly                                                     | 59.67   | Bob Backus                                                                     | 59.55   |
| Lancio del giavellotto | Buster Quist                                                        | 70.50   | Phil Conley                                                      | 69.94   | Al Cantello                                                                    | 69.82   |
| Prove su strada        |                                                                     |         |                                                                  |         |                                                                                |         |
| Maratona               | John J. Kelley                                                      | 2:27:55 | Jim Green Stati Uniti                                            | 2:32:17 | Gordon Dickson Canada                                                          | 2:36:19 |
| Prove multiple         |                                                                     |         |                                                                  |         |                                                                                |         |
| Decathlon              | Dave Edstrom                                                        | 7254    | Phil Mulkey                                                      | 6062    | George Stulac                                                                  | 5989    |

### Donne
| Evento               | Oro                                                                       | Prest. | Argento                                                       | Prest. | Bronzo                                                              | Prest. |
| Corse                |                                                                           |        |                                                               |        |                                                                     |        |
| 60 metri             | Isabelle Daniels                                                          | 7.4    | Barbara Jones                                                 | 7.4    | Carlota Gooden                                                      | 7.4    |
| 100 metri            | Lucinda Williams                                                          | 12.1   | Wilma Rudolph                                                 | 12.3   | Carlota Gooden                                                      | 12.3   |
| 200 metri            | Lucinda Williams                                                          | 24.2   | Isabelle Daniels                                              | 24.8   | Sally McCallum                                                      | 25.1   |
| 80 metri ostacoli    | Bertha Díaz                                                               | 11.2   | Wanda dos Santos                                              | 11.5   | Marion Monroe                                                       | 11.5   |
| 4 x 100 metri        | Stati Uniti Isabelle Daniels Barbara Jones Lucinda Williams Wilma Rudolph | 46.4   | Panama Carlota Gooden Jean Holmes Marcela Daniel Silvia Hunte | 48.2   | Canada Sally McCallum Valerie Jerome Heather Campbell Maureen Rever | 48.5   |
| Concorsi             |                                                                           |        |                                                               |        |                                                                     |        |
| Salto in alto        | Ann Marie Flynn                                                           | 1.61   | Renata Friedrichs Alice Whitty                                | 1.50   |                                                                     |        |
| Salto in lungo       | Annie Smith                                                               | 5.74   | Margaret Matthews                                             | 5.73   | Willye White                                                        | 5.70   |
| Getto del peso       | Earlene Brown                                                             | 14.68  | Sharon Sheppard                                               | 13.48  | Wanda Wejzgrowicz                                                   | 13.10  |
| Lancio del disco     | Earlene Brown                                                             | 49.31  | Pamela Kurrell                                                | 42.19  | Marjorie Larney                                                     | 42.18  |
| Tiro del giavellotto | Marlene Ahrens                                                            | 45.38  | Marjorie Larney                                               | 43.65  | Amelia Wood                                                         | 42.96  |

## Medagliere
Paese ospitante
| Posiz. | Nazione        | Oro | Argento | Bronzo | Totale |
| ------ | -------------- | --- | ------- | ------ | ------ |
| 1      | Stati Uniti    | 26  | 23      | 13     | 62     |
| 2      | Indie Olandesi | 2   | 3       | 6      | 11     |
| 3      | Argentina      | 1   | 1       | 0      | 2      |
| 3      | Brasile        | 1   | 1       | 0      | 2      |
| 3      | Cile           | 1   | 1       | 0      | 2      |
| 6      | Cuba           | 1   | 0       | 1      | 2      |
| 7      | Canada         | 0   | 2       | 6      | 8      |
| 8      | Panama         | 0   | 1       | 2      | 3      |
| 9      | Venezuela      | 0   | 1       | 0      | 1      |
| 10     | Porto Rico     | 0   | 0       | 2      | 2      |
| 11     | Messico        | 0   | 0       | 1      | 1      |